# Luís Abelli
Luís Abelli ou Louis Abelly em Língua francesa (1603 — Paris, 1691) foi um teólogo francês.
A sua teologia coloco-o como adversário apaixonado do jansenismo. Padre em Paris e mais tarde Bispo em Rodez.

## Escreveu
- Vida de São Vicente de Paula (1664),
- Medula teológica (em latim, publicada em 1660, e que chegou até nós pela alusão irónica de Boileau num verso da Estante do coro.